# Thitiphan Puangchan
Thitiphan Puangchan (* 1. září 1993 Suphan Buri) je thajský fotbalista.

## Klubová kariéra
S kariérou začal v Suphanburi FC v roce 2011. V roce 2012 přestoupil do Muangthong United FC. Odehrál 87 ligových utkání a vstřelil 10 gólů. V roce 2016 přestoupil do Chiangrai United FC. V roce 2018 přestoupil do BG Pathum United FC.

## Reprezentační kariéra
Puangchan odehrál za thajský národní tým v letech 2013–2021 celkem 34 reprezentačních utkání. S thajskou reprezentací se zúčastnil Mistrovství Asie ve fotbale 2019.

## Statistiky
| Thajsko | Thajsko | Thajsko |
| Roky    | Záp.    | Góly    |
| ------- | ------- | ------- |
| 2013    | 2       | 2       |
| 2014    | 2       | 0       |
| 2015    | 1       | 0       |
| 2016    | 0       | 0       |
| 2017    | 6       | 2       |
| 2018    | 11      | 1       |
| 2019    | 9       | 1       |
| 2020    | 0       | 0       |
| 2021    | 3       | 0       |
| Celkem  | 34      | 6       |

## Úspěchy

### Klubové
Muangthong United FC
- Thai League 1: 2012, 2016

BG Pathum United FC
- Thai League 1: 2020/21